# Determiniertheitsaxiom
Das Axiom der Determiniertheit (abgekürzt mit AD) besagt, dass für bestimmte Spiele unendlicher Länge immer eine Gewinnstrategie existiert, der Gewinner also determiniert ist. Vor dem Hintergrund der üblichen Zermelo-Fraenkel-Mengenlehre (ZF) ist es nicht mit dem Auswahlaxiom verträglich. Aus dem Axiom der Determiniertheit folgt die Existenz gewisser unerreichbarer Kardinalzahlen in bestimmten Modellen. Da auf Grund des zweiten gödelschen Unvollständigkeitssatzes nicht gezeigt werden kann, dass die Annahme der Existenz unerreichbarer Kardinalzahlen konsistent ist, kann auch nicht gezeigt werden, dass das Axiom der Determiniertheit konsistent ist. Das Axiom der Determiniertheit ist äquikonsistent zu der Existenz unendlich vieler Woodin-Kardinalzahlen.
Unendliche Spiele wurden zuerst 1930 von Stanisław Mazur und Stefan Banach untersucht. Das Axiom der Determiniertheit wurde 1962 von Jan Mycielski und Hugo Steinhaus eingeführt.

## Unendliche Spiele
{\displaystyle \omega ^{\omega }} ist die Menge aller unendlichen Folgen natürlicher Zahlen, der Baire-Raum. Ist {\displaystyle A} eine Teilmenge von {\displaystyle \omega ^{\omega }}, so definiert {\displaystyle A} ein Spiel {\displaystyle \mathrm {G} _{A}} zwischen zwei Spielern, die mit 1 und 2 bezeichnet seien: 1 beginnt und wählt eine natürliche Zahl {\displaystyle a_{0}}, dann wählt 2 eine Zahl {\displaystyle b_{0}}, anschließend wählt 1 wieder eine Zahl {\displaystyle a_{1}} und so weiter. Nach unendlich vielen Wahlen entsteht eine Folge {\displaystyle \langle a_{0},b_{0},a_{1},b_{1},a_{2},b_{2},\ldots \rangle }. Liegt diese Folge in {\displaystyle A}, so hat Spieler 1 gewonnen, im anderen Fall Spieler 2.
Eine Strategie eines Spielers ist eine Regel, die einen Zug (abhängig von der endlichen Folge der bereits gewählten Zahlen) festlegt. Die Menge der endlichen Folgen wird mit {\displaystyle \omega ^{<\omega }} notiert. Somit ist eine Strategie eine Funktion {\displaystyle \omega ^{<\omega }\to \omega }. Eine Strategie ist eine Gewinnstrategie, wenn der Spieler, der ihr folgt, immer gewinnt. Das Spiel {\displaystyle \mathrm {G} _{A}} ist determiniert, wenn es für einen der beiden Spieler eine Gewinnstrategie gibt.
Das Axiom der Determiniertheit sagt, dass das Spiel {\displaystyle \mathrm {G} _{A}} für jede Teilmenge {\displaystyle A} von {\displaystyle \omega ^{\omega }} determiniert ist.

## Formale Definitionen
Um obigen eher informellen Zugang zu formalisieren, geht man von einer Strategie der Spielpartner aus. Spieler 1 bestimmt die erste Zahl der Folge, die dritte, die fünfte und so weiter. Eine Strategie für den Spieler 1 ist daher eine Funktion
{\displaystyle \sigma \colon \omega ^{<\omega }\to \omega }.
Ist also {\displaystyle \sigma } eine solche Funktion, so spielt Spieler 1 zuerst {\displaystyle a_{0}:=\sigma \langle \rangle }. Spielt dann Spieler 2 im nächsten Zug {\displaystyle b_{0}}, so spielt Spieler 1 anschließend {\displaystyle \sigma \langle a_{0},b_{0}\rangle } und so weiter.
Die Zugfolge, die durch die von Spieler 1 festgelegte Strategie {\displaystyle \sigma } und die von Spieler 2 gewählten Züge {\displaystyle b=\langle b_{0},\ldots \rangle } bestimmt ist, wird mit {\displaystyle \sigma *b} bezeichnet. 
{\displaystyle \sigma } ist nun für Spieler 1 im Spiel {\displaystyle \mathrm {G} _{A}} eine Gewinnstrategie, wenn er immer gewinnt, wenn also {\displaystyle \{\sigma *b|b\in \omega ^{\omega }\}\subset A}.
Analog wird eine Gewinnstrategie für Spieler 2 definiert.
Das Axiom der Determiniertheit lautet nun:
- Ist {\displaystyle A} eine Teilmenge von {\displaystyle \omega ^{\omega }}, so besitzt entweder Spieler 1 oder Spieler 2 für das Spiel {\displaystyle \mathrm {G} _{A}} eine Gewinnstrategie.

## AD und das Auswahlaxiom
Da die Mächtigkeit aller Strategien {\displaystyle 2^{\aleph _{0}}} ist, kann man mit dem Auswahlaxiom durch ein Diagonalargument zeigen, dass es eine Menge {\displaystyle A} gibt, sodass {\displaystyle \mathrm {G} _{A}} nicht determiniert ist. Dazu konstruiert man {\displaystyle A} so, dass es sämtliche Strategien beider Spieler widerlegt:
- Zu jeder Strategie {\displaystyle \sigma } von Spieler 2 wählt man eine Antwort {\displaystyle a} von Spieler 1 und definiert diesen Ausgang als Gewinn für Spieler 1, d. h. {\displaystyle \sigma *a\in A}.
- Weiterhin wählt man für jede Strategie von Spieler 1 eine Antwort {\displaystyle b} des zweiten Spielers und legt fest, dass für die entstehende Zugfolge {\displaystyle \sigma *b\notin A} gilt.

Damit die Menge {\displaystyle A} widerspruchsfrei definiert werden kann, dürfen sich die gewählten Folgen nicht wiederholen. Das ist möglich, da mit dem Auswahlaxiom eine Wohlordnung von {\displaystyle \omega ^{\omega \times \omega }} (der Menge der Strategien) existiert. Die Konstruktion lässt sich als transfinite Induktion über die Menge aller Strategien der beiden Spieler durchführen.
Aus dem Axiom der Determiniertheit folgt, dass jede abzählbare Familie nichtleerer Mengen reeller Zahlen eine Auswahlfunktion besitzt.
Da sich die Menge {\displaystyle \mathbb {R} } eineindeutig auf den Raum {\displaystyle \omega ^{\omega }} abbilden lässt, ist dafür zu zeigen, dass jede abzählbare Familie nicht leerer Mengen {\displaystyle (A_{i})_{i\in \omega },\ A_{i}\subset \omega ^{\omega }} eine Auswahlfunktion besitzt. Das Spiel zu dieser Familie wird nun wie folgt definiert: Wenn der Spieler 1 als erstes die Zahl {\displaystyle n} wählt, so gewinnt Spieler 2 genau dann, wenn die Folge der von ihm gewählten Zahlen {\displaystyle \langle b_{0},\ldots \rangle } in {\displaystyle A_{n}} liegt. Liegt {\displaystyle \langle b_{0},\ldots ,\rangle } in {\displaystyle A_{n}}, so ist die Strategie, diese Zahlen der Reihe nach zu wählen, eine Gewinnstrategie für den Spieler 2 zwar nur für den Fall, dass Spieler 1 am Anfang {\displaystyle n} wählt. Aber das zeigt, dass Spieler 1 keine Gewinnstrategie haben kann. Nimmt man das Axiom der Determiniertheit an, so muss also Spieler 2 eine Gewinnstrategie haben. Aus dieser Strategie lässt sich eine Auswahlfunktion gewinnen: Für {\displaystyle A_{n}} wählt man die Folge, die Spieler 2 spielt, wenn Spieler 1 {\displaystyle \langle n,0,0,\ldots \rangle } spielt.

## Folgerungen
- Aus dem Axiom der Determiniertheit folgt, dass {\displaystyle \aleph _{1}} unerreichbar in {\displaystyle L[a]} für jedes {\displaystyle a\subset \omega } ist.

### Lebesgue-Messbarkeit
Mit dem Auswahlaxiom können nicht-Lebesgue-messbare Mengen konstruiert werden, zum Beispiel Vitali-Mengen. Aus dem Axiom der Determiniertheit folgt hingegen:
- Jede Menge reeller Zahlen ist Lebesgue-messbar.
- Jede Menge reeller Zahlen hat die Baire-Eigenschaft
- Jede überabzählbare Menge reeller Zahlen enthält eine perfekte Teilmenge

### Messbare Kardinalzahlen
Aus dem Axiom der Determiniertheit folgt, dass messbare Kardinalzahlen existieren.
- {\displaystyle \aleph _{1}} ist eine messbare Kardinalzahl und der Filter der Club-Mengen ist ein Ultrafilter
- {\displaystyle \aleph _{2}} ist eine messbare Kardinalzahl.

## Konsistenz von AD
Seit den frühen 1970er Jahren wurde angenommen, dass AD ein Axiom über große Kardinalzahlen ist. Es konnte später dann unter der Voraussetzung der Existenz unendlich vieler Woodin-Kardinalzahlen mit einer messbaren Kardinalzahl über ihnen bewiesen werden, dass es ein inneres Modell gibt, in dem das Axiom der Determiniertheit gilt.
W. Hugh Woodin zeigte, dass folgende Theorien äquikonsistent sind:
- ZFC + Es gibt unendlich viele Woodin Kardinalzahlen
- ZF + AD

## Ähnliche Axiome
- Das Axiom der reellen Determiniertheit {\displaystyle (\mathrm {AD} _{\mathbb {R} })} sagt aus, dass auch jedes Spiel determiniert ist, wenn die Spieler statt natürlichen Zahlen reelle Zahlen wählen dürfen. Dieses Axiom ist echt stärker als AD.
- Das Axiom der projektiven Determiniertheit wiederum fordert die Determiniertheit nur für Gewinnmengen, die eine projektive Teilmenge des Baire-Raumes ist.